# Micromeria monantha
Micromeria monantha là một loài thực vật có hoa trong họ Hoa môi. Loài này được (Font Quer) R.Morales mô tả khoa học đầu tiên năm 1990 publ. 1991.